# Heterocentron suffruticosum
Heterocentron suffruticosum là một loài thực vật có hoa trong họ Mua. Loài này được Brandegee mô tả khoa học đầu tiên năm 1914.